# Ibrahim Boubacar Keïta

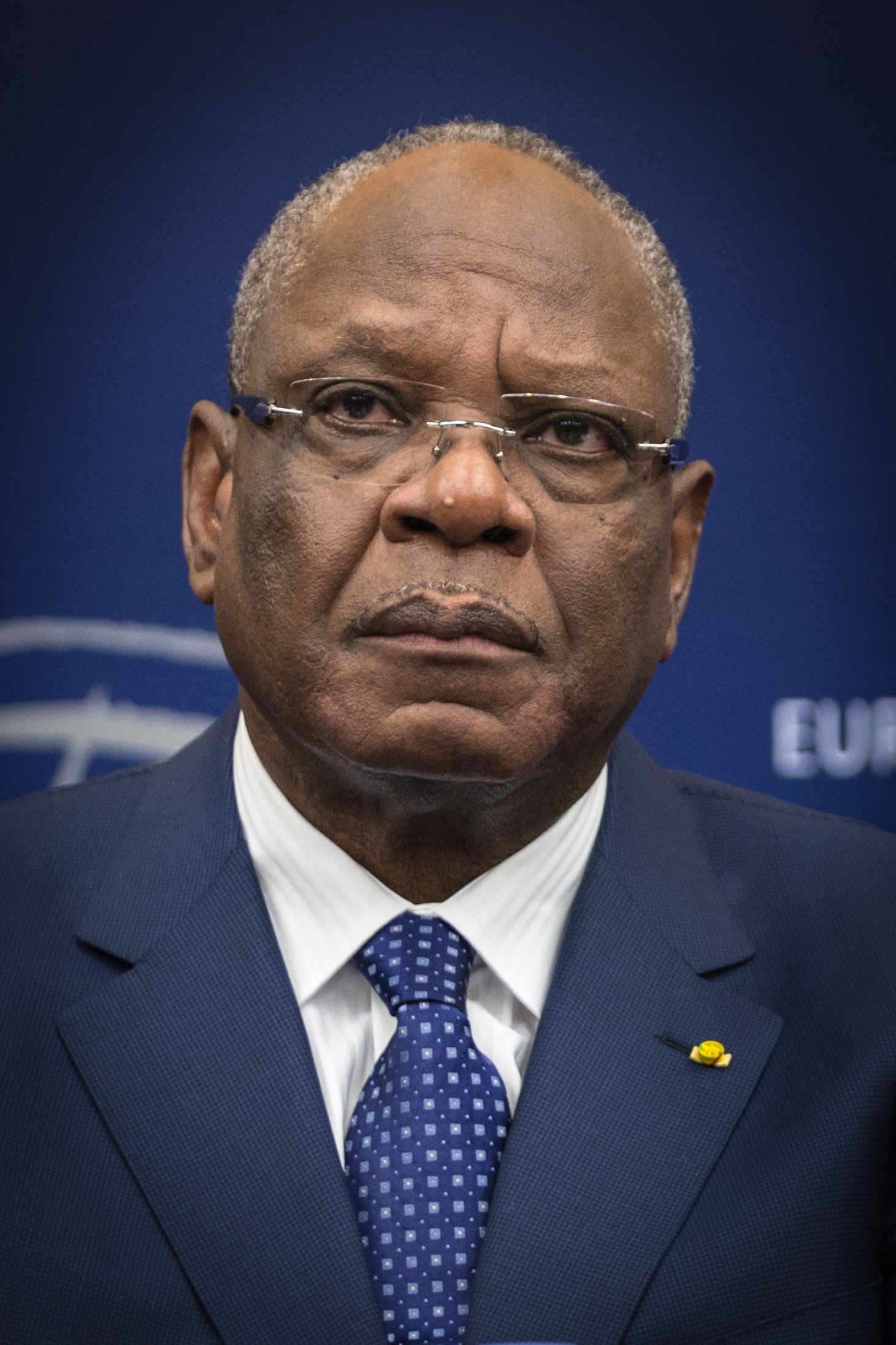
Ibrahim Boubacar Keïta (2013)

Ibrahim Boubacar Keïta (* 29. Januar 1945 in Koutiala; † 16. Januar 2022 in Bamako) war ein malischer Politiker. Er war von 1994 bis 2000 Premierminister und von 2002 bis 2007 Parlamentspräsident. Vom 4. September 2013 bis zu seinem Rücktritt am 19. August 2020 war er Staatspräsident von Mali.

## Frühe Jahre
Keïta besuchte das Lycée Janson de Sailly in Paris und später das Lycée Askia-Mohamed in Bamako. Er studierte an der Universität von Dakar, an der Sorbonne und am Institut d’histoire des relations internationales contemporaines (IHRIC). Er schloss seine Studien mit einem Magister in Geschichte und einem Diplom in Politikwissenschaft und internationalen Beziehungen ab. Nach dem Studium war er für das Centre national de la recherche scientifique (CNRS) tätig und untersuchte die politischen Systeme in Ländern der Dritten Welt.
Nach seiner Rückkehr nach Mali arbeitete er für den Entwicklungsfonds der Europäischen Wirtschaftsgemeinschaft. Daneben wurde er Repräsentant des französischen Zweigs der nichtstaatlichen Organisation Terre des hommes für Mali, Burkina Faso und Niger.

## Politische Laufbahn
Während des Übergangs zur Demokratie gehörte Keïta zur Sammlungsbewegung Alliance pour la démocratie au Mali – Parti africain pour la solidarité et la justice (ADEMA-PASJ) und war Leiter der Wahlkampagne von Alpha Oumar Konaré, der nach gewonnener Wahl am 8. Juni 1992 Präsident wurde. Konaré berief ihn zu seinem Berater in diplomatischen Fragen. Im November 1992 wurde er Botschafter in der Elfenbeinküste, Gabun, Burkina Faso und Niger. Ein Jahr später übernahm er das Amt des Außenministers mit Zuständigkeit für im Ausland lebende Malier und afrikanische Integration.
Am 4. Februar 1994 ernannte Präsident Konaré ihn zum Premierminister. Daneben wurde er Präsident der ADEMA-PASJ und 1999 Vizepräsident der Sozialistischen Internationale. Im Laufe seiner Amtszeit kam es zu Spannungen innerhalb seiner Partei. Nach seinem Rücktritt als Regierungschef am 14. Februar 2000 gab er im Oktober 2000 auch den Vorsitz der ADEMA-PASJ auf und gründete mit einigen Gefolgsleuten die Partei Rassemblement pour le Mali (RPM). Im Juni 2001 wurde er Präsident der RPM. Damals galt er als einer der reichsten Männer Malis.
Bei der Präsidentschaftswahl 2002 bewarb er sich nach anfänglichem Zögern als Kandidat der RPM für die Nachfolge Konarés. Im ersten Wahlgang am 28. April 2002 erreichte er mit 21,03 % der Stimmen den dritten Platz und schied aus. Das Ergebnis dieser Wahl war zunächst strittig; im Mai akzeptierte Keïta dann aber seine Niederlage und unterstützte den späteren Wahlsieger im zweiten Wahlgang, General Amadou Toumani Touré.
Bei der Parlamentswahl im Juli 2002 wurde seine Gruppierung mit 46 der 147 Sitze stärkste Kraft und war Teil einer Koalition mit dem Namen Espoir 2002, die insgesamt 66 Mandate gewann. Keïta wurde am 16. September 2002 zum Parlamentspräsidenten gewählt und übte dieses Amt bis 2007 aus. Außerdem war er Präsident des Exekutivkomitees der Afrikanischen Parlamentarischen Union.
Er trat bei der Präsidentschaftswahl 2013 als Kandidat der Bewegung für Mali an, bekam die meisten Stimmen, aber nicht die absolute Mehrheit, und trat in einer Stichwahl am 11. August gegen Soumaïla Cissé an. Nach Auszählung von ca. zwei Drittel der Stimmen gestand Cissé vorzeitig seine Niederlage ein und gratulierte Keïta zum Wahlsieg. Am 4. September 2013 wurde dieser dann als neuer Präsident vereidigt.

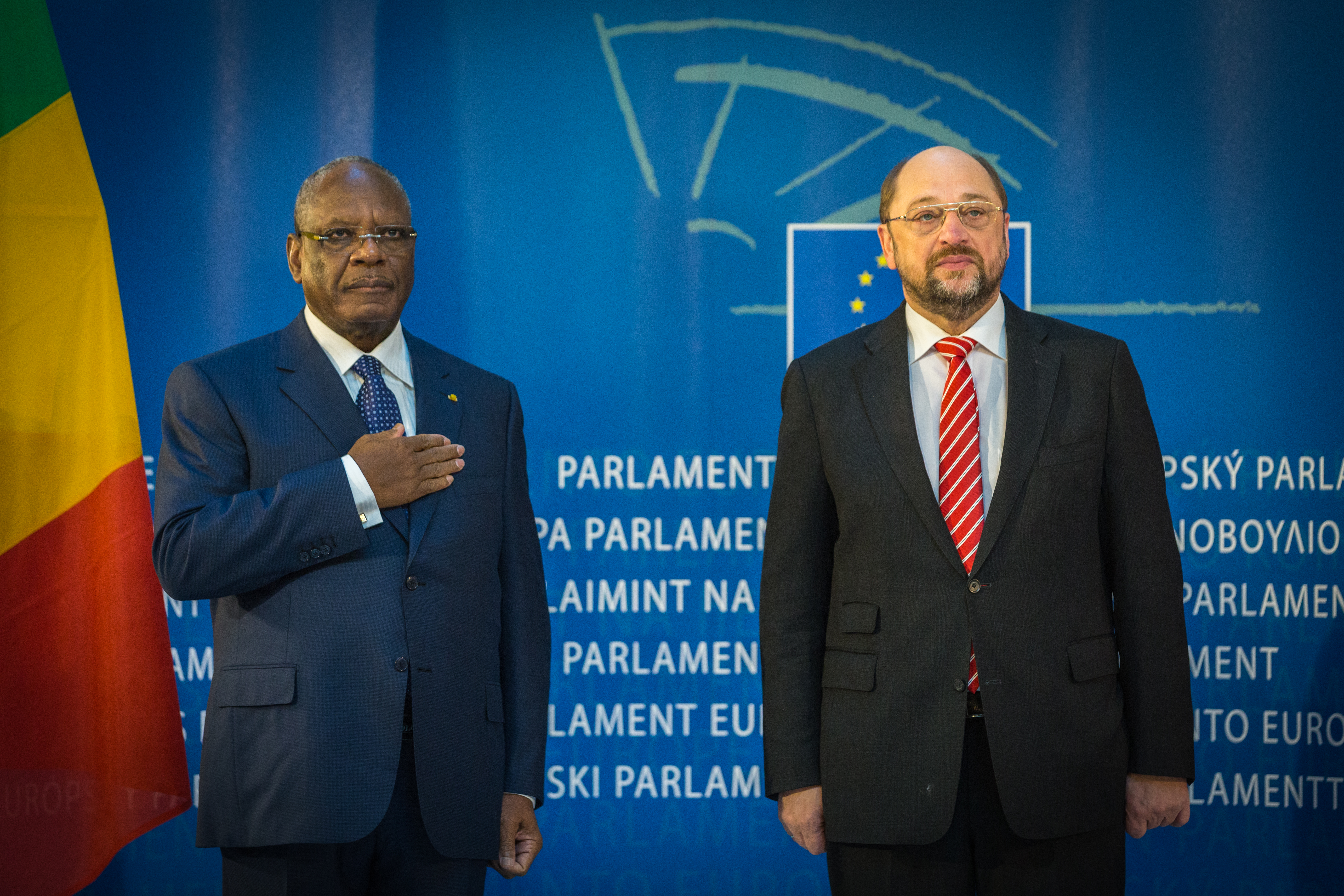
Keïta mit dem damaligen EU-Parlamentspräsidenten Martin Schulz (2013)

Im August 2018 wurde er ebenfalls im zweiten Wahlgang mit über 67 % der Stimmen wiedergewählt, Cissé erhielt knapp 33 %.
Nachdem er und Premierminister Boubou Cissé im Laufe eines Putsches durch Mitglieder der malischen Streitkräfte verhaftet worden waren, trat Keïta am 19. August 2020 als Staatspräsident zurück. Zugleich verkündete er den Rücktritt der gesamten Regierung und der malischen Nationalversammlung.